# Mary Astor
Mary Astor, pseudonimo di Lucile Vasconcellos Langhanke (Quincy, 3 maggio 1906 – Los Angeles, 25 settembre 1987), è stata un'attrice statunitense.

## Biografia
Figlia di Otto Ludwig Langhanke, emigrato tedesco, e di Helen Marie de Vasconcellos, di origini portoghesi, nel 1926 vinse l'edizione di quell'anno del premio WAMPAS Baby Stars, un'iniziativa pubblicitaria promossa negli Stati Uniti dalla Western Association of Motion Picture Advertisers, che premiava ogni anno tredici ragazze giudicate pronte ad iniziare una brillante carriera nel cinema. Avvenente e sofisticata, Mary Astor viene ricordata come una delle indimenticabili femme fatale della storia del cinema, dapprima nel muto Don Giovanni e Lucrezia Borgia (1926), in coppia con John Barrymore, e successivamente nel genere noir del periodo bellico, in cui spiccò nel ruolo della torbida e sensuale Brigid O'Shaugnessy, che seduce un cupo Humphrey Bogart, nel film Il mistero del falco (1941) di John Huston.
Nel 1936 fu al centro di una spiacevole vicenda personale: il suo secondo marito chiese il divorzio e minacciò di portarle via sua figlia dopo la pubblicazione del diario dell'attrice, in cui ella raccontava della sua relazione adulterina con lo scrittore George S. Kaufman. Nonostante questo incidente la Astor fu in grado di proseguire la propria carriera e nel 1942 vinse l'Oscar alla miglior attrice non protagonista per La grande menzogna di Edmund Goulding. Alla metà degli anni sessanta, a causa di problemi di salute, si ritirò dalle scene e si dedicò alla scrittura. La sua ultima apparizione sullo schermo risale al 1964 in Piano... piano, dolce Carlotta, per la seconda volta a fianco di Bette Davis. Mary Astor morì nel 1987, all'età di 81 anni. A circa trent'anni dalla sua morte, nel 2017 lo scrittore Edward Sorel ha pubblicato il libro I diari bollenti di Mary Astor, basato sulla biografia e sui diari personali dell'attrice, con particolare riferimento al suo legame sentimentale con Kaufman. Lo stesso Sorel aveva disegnato dei francobolli con immagini dell'attrice, emessi poco dopo la sua morte.

## Riconoscimenti
- WAMPAS Baby Stars (1926)
- Oscar alla miglior attrice non protagonista (1942) per La grande menzogna
- National Board of Review per la miglior recitazione (1941)
- Young Hollywood Hall of Fame (1920's)
- Stella sulla Hollywood Walk of Fame, 6701 (1960)

## Filmografia parziale

### Cinema
- Sentimental Tommy, regia di John S. Robertson (1921)
- The Beggar Maid, regia di Herbert Blaché (1921)
- Lo scialle lucente (The Bright Shawl), regia di John S. Robertson (1923)
- Una catena d'oro (The Marriage Maker), regia di William C. deMille (1923)
- Hollywood, regia di James Cruze (1923)
- The Fighting Coward, regia di James Cruze (1924)
- Lord Brummel (Beau Brummel), regia di Harry Beaumont (1924)
- The Fighting American, regia di Tom Forman (1924)
- Unguarded Women, regia di Alan Crosland (1924)
- The Price of a Party, regia di Charles Giblyn (1924)
- Inez from Hollywood, regia di Alfred E. Green (1924)
- Oh, Doctor!, regia di Harry A. Pollard (1925)
- Enticement, regia di George Archainbaud (1925)
- Don Giovanni e Lucrezia Borgia (Don Juan), regia di Alan Crosland (1926)
- Notte d'Arabia (Two Arabian Knights), regia di Lewis Milestone (1927)
- No Place to Go, regia di Mervyn LeRoy (1927)
- Cocktail Martini (Dry Martini), regia di Harry d'Abbadie d'Arrast (1928)
- Il signore della notte (Dressed to Kill), regia di Irving Cummings (1928)
- La notte di San Silvestro (New Year's Eve), regia di Henry Leherman (1929)
- La sferzata (The Lash), regia di Frank Lloyd (1930)
- Holiday, regia di Edward H. Griffith (1930)
- Il lupo dei mari (The Sea Wolf), regia di Alfred Santell (1930)
- Smart Woman, regia di Gregory La Cava (1931)
- The Royal Bed, regia di Lowell Sherman (1931)
- Una famiglia 900 (A Successful Calamity), regia di John G. Adolfi (1932)
- L'ultima squadriglia (The Lost Squadron), regia di George Archainbaud (1932)
- Lo schiaffo (Red Dust), regia di Victor Fleming (1932)
- Il piccolo gigante re dei gangsters (The Little Giant), regia di Roy Del Ruth (1933)
- Jennie (Jennie Gerhardt), regia di Marion Gering (1933)
- Il pugnale cinese (The Kennel Murder Case), regia di Michael Curtiz (1933)
- Il mondo cambia (The World Changes), regia di Mervyn LeRoy (1933)
- Il mercante di illusioni (Upperworld), regia di Roy del Ruth (1934)
- The Man with Two Faces, regia di Archie Mayo (1934)
- Il lupo scomparso (The Case of the Howling Dog), regia di Alan Crosland (1934)
- Straight from the Heart, regia di Scott R. Beal (1935)
- Una donna qualunque (And So They Were Married), regia di Elliott Nugent (1936)
- Infedeltà (Dodsworth), regia di William Wyler (1936)
- Trapped by Television, regia di Del Lord (1936)
- Uragano (The Hurricane), regia di John Ford (1937)
- Il prigioniero di Zenda (The Prisoner of Zenda), regia di John Cromwell (1937)
- Paradiso per tre (Paradise for Three), regia di Edward Buzzell (1938)
- C'è sotto una donna (There's Always a Woman), regia di Alexander Hall (1938)
- La signora di mezzanotte (Midnight), regia di Mitchell Leisen (1939)
- L'errore del dio Chang (Turnabout), regia di Hal Roach (1940)
- Trovarsi ancora ('Til We Meet Again), regia di Edmund Goulding (1940)
- La grande missione (Brigham Young), regia di Henry Hathaway (1940)
- La grande menzogna (The Great Lie), regia di Edmund Goulding (1941)
- Il mistero del falco (The Maltese Falcon), regia di John Huston (1941)
- Ritrovarsi (The Palm Beach Story), regia di Preston Sturges (1942)
- Agguato ai tropici (Across the Pacific), regia di John Huston (1942)
- La parata delle stelle (Thousands Cheer), regia di George Sidney (1943)
- Incontriamoci a Saint Louis (Meet Me in St. Louis), regia di Vincente Minnelli (1944)
- La vita è nostra (Claudia and David), regia di Walter Lang (1946)
- Il giudice Timberlane (Cass Timberlane), regia di George Sidney (1947)
- Furia nel deserto (Desert Fury), regia di Lewis Allen (1947)
- La matadora (Fiesta), regia di Richard Thorpe (1947)
- Cinzia (Cynthia), regia di Robert Z. Leonard (1947)
- Piccole donne (Little Women), regia di Mervyn LeRoy (1949)
- Fate il vostro gioco (Any Number Can Play), regia di Mervyn LeRoy (1949)
- Atto di violenza (Act of Violence), regia di Fred Zinnemann (1949)
- Giovani senza domani (A Kiss Before Dying), regia di Gerd Oswald (1956)
- I filibustieri della finanza (The Power and the Prize), regia di Henry Koster (1956)
- La curva del diavolo (The Devil's Hairpin), regia di Cornel Wilde (1957)
- La tentazione del signor Smith (This Happy Feeling), regia di Blake Edwards (1958)
- Uno sconosciuto nella mia vita (A Stranger in my Arms), regia di Helmut Käutner (1959)
- Ritorno a Peyton Place (Return to Peyton Place), regia di José Ferrer (1961)
- Scandalo in società (Youngblood Hawke), regia di Delmer Daves (1964)
- Piano... piano, dolce Carlotta (Hush...Hush, Sweet Charlotte), regia di Robert Aldrich (1964)

### Televisione
- Climax! – serie TV, episodi 1x31-2x21-2x36-3x37 (1955-1957)
- Alfred Hitchcock presenta (Alfred Hitchcock Presents) – serie TV, episodi 4x12-4x28 (1958-1959)
- General Electric Theater – serie TV, episodio 8x10 (1959)
- Thriller – serie TV, episodio 1x05 (1960)
- Gli uomini della prateria (Rawhide) – serie TV, episodio 3x13 (1961)
- Scacco matto (Checkmate) – serie TV, episodio 2x22 (1962)
- La legge di Burke (Burke's Law) – serie TV, episodio 1x03 (1963)
- Ben Casey – serie TV, episodio 3x12 (1963)

## Doppiatrici italiane
- Giovanna Scotto ne La matadora, Cinzia, Piccole donne, Atto di violenza, Piano... piano, dolce Carlotta
- Tina Lattanzi ne Il prigioniero di Zenda, La signora di mezzanotte, Giovani senza domani
- Lydia Simoneschi ne I filibustieri della finanza, Uno sconosciuto nella mia vita
- Franca Dominici ne La tentazione del signor Smith, Ritorno a Peyton Place
- Benita Martini in Infedeltà (ridoppiaggio), Agguato ai tropici (ridoppiaggio)
- Margherita Bellini ne Il mistero del falco
- Rina Morelli ne La grande menzogna
- Dhia Cristiani in Ritrovarsi
- Lia Orlandini ne La grande missione
- Germana Dominici in Uragano (ridoppiaggio)
- Anna Teresa Eugeni ne Il mistero del falco (ridoppiaggio)
- Alina Moradei in Incontriamoci a Saint Louis (doppiaggio tardivo)
- Maria Pia Di Meo in Furia nel deserto (ridoppiaggio)